# 奧蘭博物館

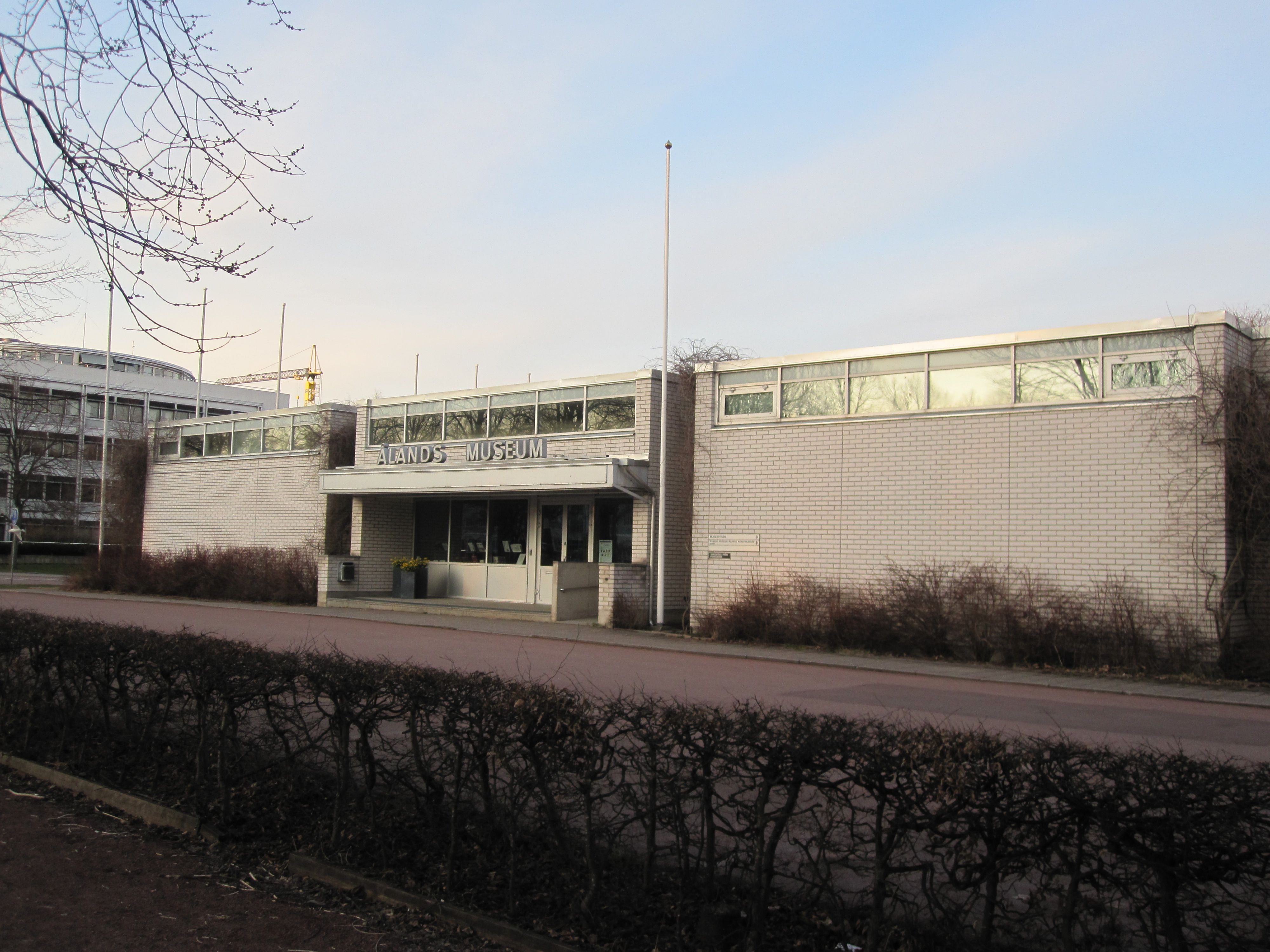
奥兰博物馆，摄于2012年4月

奧蘭博物館和美術館（Åland Museum & Åland Art Museum）是芬蘭奧蘭群島瑪麗港的一個博物館，位於瑪麗港市區東部，距離港口有約200米，和奥兰海事博物馆並列為奧蘭群島最重要的兩座博物館。博物館和美術館位於同一座建築之內。